# Jacopo Massaro
Jacopo Massaro (Firenze, 12 febbraio 1974) è un politico italiano, sindaco di Belluno dal 22 maggio 2012 al 17 giugno 2022.

## Biografia
Nato a Firenze ma residente a Belluno dall'età di 10 anni, Jacopo Massaro ha studiato al Liceo Classico Tiziano di Belluno dove ha ottenuto una maturità classica per poi lavorare nell'ASL bellunese dal 1996 al 2012.

### Carriera politica

#### Primi anni
A soli 19 anni, dal 1994 al 1999, Massaro è stato Consigliere Provinciale della Provincia di Belluno nelle file dell'allora PDS.
Il 27 maggio 2007, è stato eletto Consigliere Comunale del Comune di Belluno e nominato capogruppo del gruppo consigliare “L’Ulivo – Partito Democratico” in quel momento all'opposizione, emergendo egli stesso come principale oppositore del Sindaco Antonio Prade sostenuto dal Popolo della Libertà e dalla Lega Nord.

#### Sindaco di Belluno
Massaro si è candidato alle elezioni amministrative del 2012 per la carica di sindaco di Belluno. La candidatura a Sindaco di Massaro è nata a seguito del rifiuto da parte della sezione locale del Partito Democratico di far svolgere le primarie, come lo stesso Massaro e buona parte del partito chiedevano, indicando direttamente in Claudia Bettiol il candidato Sindaco. Massaro e un gruppo di giovani dirigenti uscirono così dal Partito Democratico e fondarono la lista civica InMovimento, che sarebbe diventata la prima forza politica nel Consiglio Comunale del Capoluogo provinciale. Massaro trovò il sostegno anche delle liste civiche Insieme per Belluno e Patto per Belluno.
Al primo turno delle elezioni ottenne 24,44% raccogliendo 4.495 voti e battendo sei candidati a sindaco, tra cui il sindaco uscente Antonio Prade, sostenuto dal PDL e dalle lste civiche Prade per Belluno e Con Belluno, e il vicesindaco uscente Leonardo Colle, sostenuto dalla Lega Nord. 
Al ballottaggio raccoglie il 63% dei consensi con 9.472 voti riuscendo così a battere Claudia Bettiol, candidata ufficiale del PD e sostenuta da Rifondazione Comunista, dall'Italia dei Valori e dalla lista civica Tutti per Belluno.
Si ricandida alle elezioni comunali del 2017 alla guida di una coalizione di liste civiche formata da InMovimento, Insieme per Belluno e Belluno D+. Al primo turno ottiene 46,19% pari a 7 555 preferenze, mancando così di poco l'elezione immediata ma riuscendo ad accedere al ballottaggio dove si impone con il 63,15% pari a 8 511 voti sul candidato indipendente di centro-destra Paolo Gamba sostenuto dalle liste civiche Belluno è di tutti - Paolo Gamba Sindaco, Obiettivo Belluno e Patto Belluno Dolomiti.

#### Provincia di Belluno
Nel 2017 Massaro è stato eletto Consigliere Provinciale della Provincia di Belluno (ente di secondo grado a seguito della riforma Delrio), ricevendo dalla Presidente della Provincia la delega all'ambiente.

#### Attività presso ANCI
Da settembre 2015 Massaro è Presidente della Commissione Nazionale politiche del personale, relazioni sindacali dell'Associazione Nazionale dei Comuni Italiani.
Da novembre 2020 il Presidente Nazionale dell'ANCI Antonio Decaro ha delegato a Massaro la delega in materia di PA, personale e relazioni sindacali.
Da novembre 2020 il Presidente Nazionale dell'ANCI Antonio Decaro ha designato Massaro quale Presidente del Comitato di Settore del Comparto Autonomie Locali, organismo istituito dal D.Lgs. 165/2001 con la funzione di esercitare il potere di indirizzo nei confronti dell'ARAN in merito alla contrattazione collettiva nazionale.